# Jonava
Jonava (česky zastarale Janovo) je deváté největší město v Litvě. Je to okresní město v Kaunaském kraji, 30 km na severovýchod od Kaunasu. Leží při řece Neris, jeho východní okraj je necelý 1 km na západ od soutoku Nerisu s řekou Šventoji. Ve městě se do Nerisu vlévají zleva Lankis a Taurosta, zprava Lokys a Varnaka. Město bylo založeno 8. srpna 1750. Původ názvu: Žemaitský stolař Dominykas Kosakovskis u dvora Skarulių dvaras založil městečko, které pojmenoval na počest svého syna křestními jmény Jonas Eustachijus slovanským (nelitevským) stylem Janowo. Během času se ustálil politevštěný tvar Jonava.

## Průmysl
- V roce 1946 bylo rozhodnuto zdejší sirkárnu předělat na továrnu na nábytek (od r. 1958 jako Jonavský kombinát na nábytek)
- V roce 1962 - počátek výstavby továrny na výrobu dusíkatých hnojiv "Azotas" (=Dusík). 20. března 1989 továrnu poškodil výbuch, při kterém do okolí uniklo 7 500 tun kapalného čpavku a vznikl mohutný požár, při kterém se do atmosféry dostalo značné množství jedovatých zplodin. Jedovatý mrak vítr unášel směrem na Ukmergė, Širvintai, Kėdainiai...

## Heraldika
První znak města byl vytvořen v roce 1970. 
Po obnovení nezávislosti Litvy byl na přání administrativy okresu znak změněn na současný jako odkaz na erb význačného průkopníka litevského písemnictví Abraoma Kulveitise s motivem labutě. Aby se znak odlišil od šlechtického erbu, je pavéza modrá a byla změněna póza labutě.

## Sport
- FK Jonava fotbalový klub;
- Cbet Jonava basketbalový klub;

## Městské čtvrti

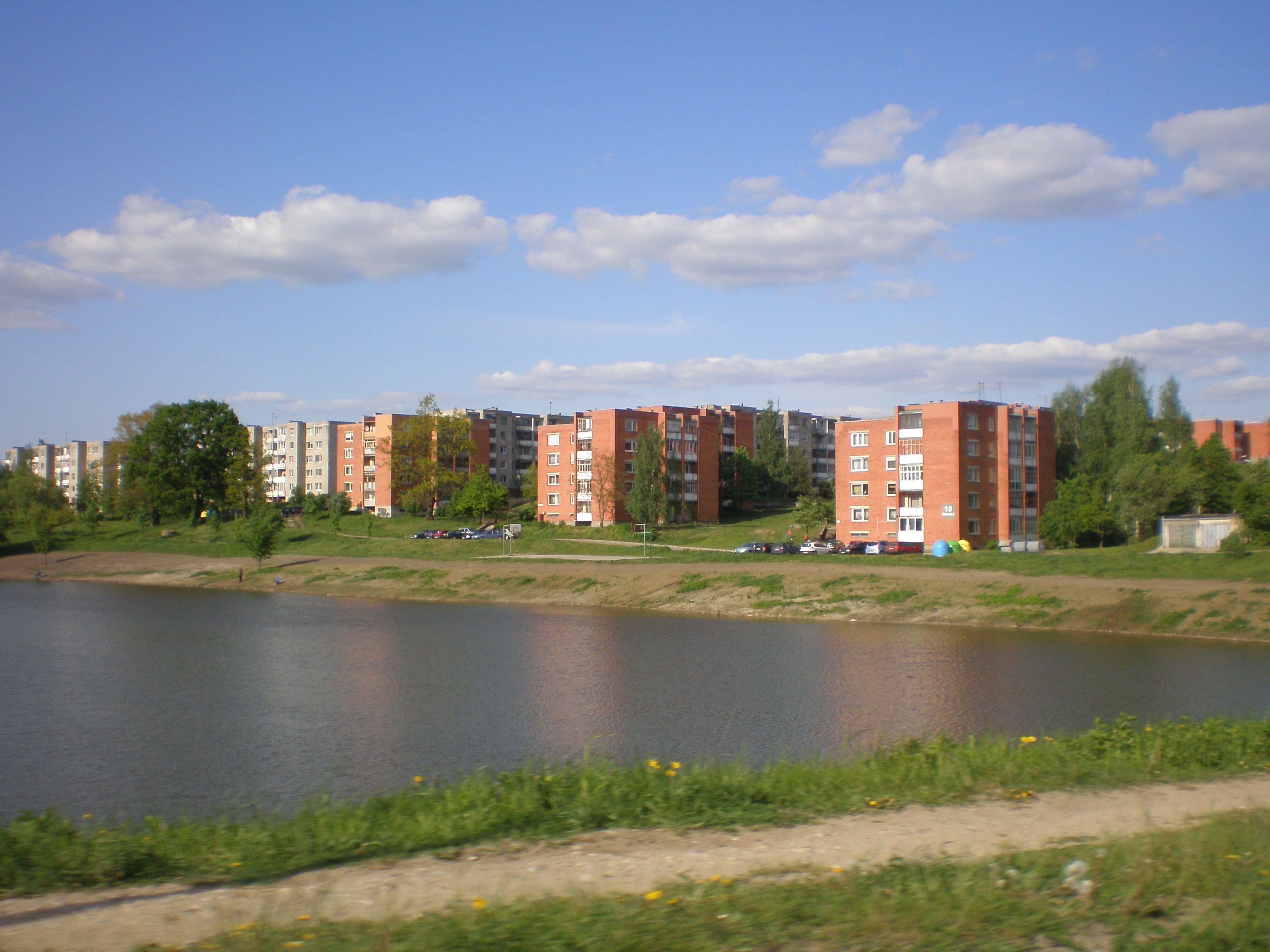
Čtvrť Jonavy Lakštingalų mikrorajonas

- Senamiestis – Staré město - rozloženo kolem ulice Kauno gatvė, na břehu Nerisu.
- Geležinkelio stotis (Nádraží) - severní část u nádraží.
- Girelė – na východě.
- Baldininkai - na severovýchodě, původně určena pro dělníky továrny na nábytek.
- Miškų urėdijos gyvenvietė (Polesných) - na severovýchodě.
- Rimkai – na západě, jedna z největších a nejhustěji obydlených čtvrtí.
- Paneriai
- Lietava
- Kosmonautai
- Lakštingalos (Slavíci)) – čtvrť při soustavě rybníků, kterými protéká Varnaka.
- Skaruliai – při západním okraji podniku Achema, na levém břehu Nerisu. Zde je Kostel Svaté Anny.
- Juodmena – na severovýchodě.
- Virbalai – nová čtvrť, nedaleko vsi Virbalai.

## Obyvatelstvo
| 600 | 5 000 | 4 115 | 5 500 | 5 000 | 14 653 | 28 413 | 36 520 | 34 954 |  |  |  |
|     |       |       |       |       |        |        |        |        |  |  |  |

Ve městě žije 46,5 % mužů a 53,5 % žen.

## Čestní občané okresu Jonava
Čestní občané okresu Jonava jsou: Bronislovas Lubys (čestný občan od 4. srpna 2000), průmyslník; Edvardas Prichodskis (od 4. srpna 2000), Jeronimas Ralys (od 4. srpna 2000), lékař, překladatel; Jonas Sirvydis (od 26. ledna 2006), generální ředitel „Achemy“; Konstantinas Bogdanas (od 4. srpna 2000), sochař; Stanislovas Gediminas Ilgūnas (od 4. srpna 2000), veřejný činitel; Teresė Žižienė (od 14. října 2004), lékařka; Vincas Algirdas Pranckietis (od 4. srpna 2000), katolický farář.

### Významné osobnosti

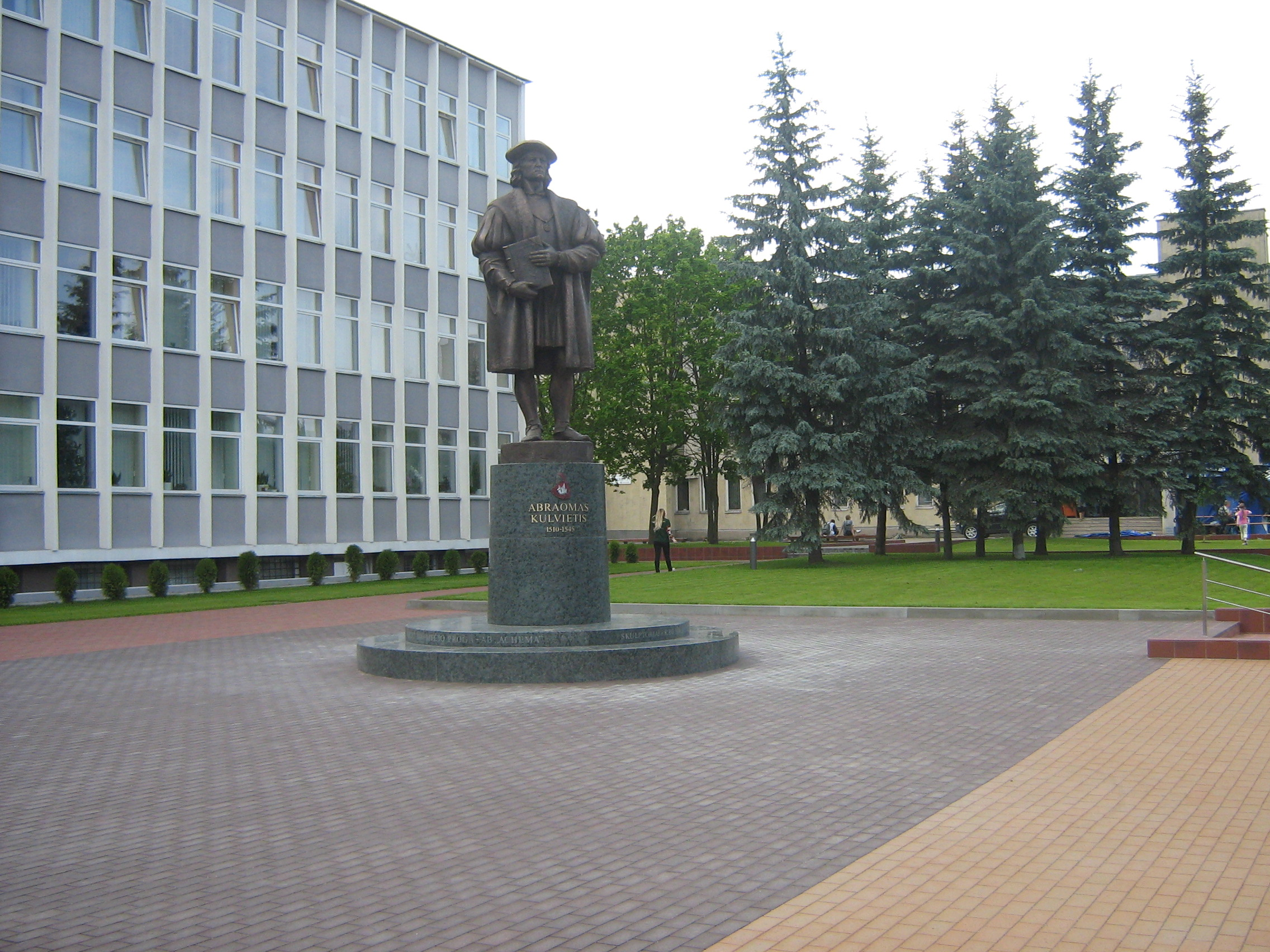
Památník Abraomovi Kulvietisovi na náměstí Santarvės aikštė, odhalen r. 2009

- Linas Balčiūnas, cyklista olympionik
- Vydas Dolinskas, znalec a historik v oblasti umění, ředitel Národního muzea Palace vládců Velkoknížectví Litevského (LDK Valdovų rūmai, Vilnius)
- Laurynas Gucevičius, architekt, zástupce klasicizmu v Litvě.
- Andrius Janukonis, podnikatel, ředitel „Rubicon Group“.
- Ligitas Kernagis (* 1963), vokalista estrádní skupiny „Prologas“ člen Seimu.
- Juozapas Antanas Kosakovskis, generál Francouzské armády, adjutant Napoleona I, velmi se vyznamenal r. 1812 při tažení do Ruska.
- Vladas Kovaliovas, zpěvák.
- Dainius Kreivys, Litevský politik, ministr hospodářství Litvy.
- Darius Maskoliūnas, hráč košíkové, bývalý trenér týmu Kauno Žalgiris.
- Janina Miščiukaitė (1948-2008), estrádní zpěvačka.
- Abraham Myerson, neurolog, psychiatr, sociolog, (později emigroval do USA.
- Jeronimas Ralys (1876–1921), lékař, překladatel.
- Julius Sabatauskas (* 1958), politik, člen Seimu.
- Ričardas Tamulis, boxer, medailista na OH.
- Artūras Zuokas (* 1968), novinář, podnikatel, politik, bývalý starosta Vilniusu.

## Partnerská města
| Město         | Znak | Stát      |
| ------------- | ---- | --------- |
| Bagrationovsk |      | Rusko     |
| Děčín         |      | Česko     |
| Jõgeva        |      | Estonsko  |
| Kandřín-Kozlí |      | Polsko    |
| Polock        |      | Bělorusko |
| Pucioasa      |      | Rumunsko  |
| Riihimäki     |      | Finsko    |